# سده ۸ (پیش از میلاد)
(سده نهم پ.م. - سده هشتم پیش از میلاد مسیح - سده هفتم پ.م. - سده‌های دیگر)
سده هشتم پیش از میلاد در مصر باستان دربردارنده دگرش‌های بزرگی بود. دودمان‌های بیست‌ودوم و بیست‌وسوم پادشاهی این کشور از نوبه بر مصر چیره شدند. آشور نیز اسرائیل را همچون دیگر همسایگانش شکست‌داد. سندهای دیرپا نشان از هستی بازی‌های المپیک را در یونان باستان می‌دهند و از آن دسته دوندگی بوده‌است. همچنین یونانی‌ها دست به ساخت زیست‌بوم‌هایی در کرانه‌های دریای سیاه و دریای مدیترانه زدند. همچنین در این سده روم پا به جهان گذارد. نخستین خورشیدگرفتگی ثبت‌شده در تاریخ چین نیز در این سده روی‌داد. اوپانیشاد نوشته مقدس هندوان نیز در پایان این سده نوشته‌شده‌است.

## رویدادها
- ۸۰۰ (پیش از میلاد)؛ نگارش بودایانا در هندوستان.
- آغاز سده؛ گوشواره؛ تاج و گل‌سینه نیایشاه شهبانو یابای در نمرود در عراق کنونی ساخته‌شد. این اثرها امروزه در موزه عراق در بغداد نگاه‌داشته‌می‌شوند.
- سده هشتم-سده هفتم پیش از زایش؛ زن ریسنده در شوش ساخته‌شد. این اثر اکنون در موزه لوور در پاریس نگهداری‌می‌شود.
- ۷۹۷ (پیش از میلاد)؛ اردوزوس یکم پادشاه لودیه شد.
- ۷۹۷؛ تسپیه‌ئوس شاه آتن درگذشت.
- ۷۸۳ (پیش از میلاد)؛ شلمانصر چهارم شاه آشور شد.
- ۷۸۲ (پیش از میلاد)؛ ساخت شهر ایروان به دست آرگیشتی یکم
- ۷۸۲؛ مرگ ژوآن پادشاه چین از دودمان ژو
- ۷۸۱ (پیش از میلاد)؛ یو از دودمان ژو پادشاه چین شد.
- ۷۸۰ (پیش از میلاد)؛ ثبت نخستین خورشیدگرفتگی تاریخ در چین
- ۷۷۸ (پیش از میلاد)؛ مرگ آگامستر شاه آتن.
- ۷۷۶ (پیش از میلاد)؛ نخستین یادکرد از المپیک.
- ۷۷۴ (پیش از میلاد)؛ پایان فرمانروایی پوگمالیون بر انطاکیه
- ۷۷۳ (پیش از میلاد)؛ مرگ شوشنق سوم فرعون مصر باستان.
- ۷۷۳؛ آشوردن سوم جانشین برادرش شلمانصر چهارم شاه آشور شد.
- ۷۷۱ (پیش از میلاد)؛ بربرها به چین باختری تاختند و یو پادشاه دودمان ژو را کشتند و پایتختش هائو را تاراج نمودند. اینچنین دوران فرمانروایی دودمان ژو بر بخش باختری چین به پایان رسید.
- ۷۷۰ (پیش از میلاد)؛ آغاز فرمانروایی دودمان ژو بر بخش خاوری چین با پادشاهی پینگ در پایتخت تازه چین چنگژو(لوئویانگ کنونی]])
- آشور بر دمشق و سامریه چیره‌شد.
- ۱۵ ژوئن۷۶۳ (پیش از میلاد)؛ خورشیدگرفتگی در خاور نزدیک.
- ۷۵۶ (پیش از میلاد)؛ پیدایش کوزیکوس.
- ۷۵۵ (پیش از میلاد)؛ آشورنیراری پنجم پادشاه آشور شد.
- ۷۵۵؛ اخولوس شاه آتن درگذشت.
- ۷۵۳ (پیش از میلاد)؛ الکمائیون شاه آتن درگذشت.
- ۲۱ آوریل۷۵۳ پیش از زایش؛ پیدایش رم.
- ۲۶ فوریه۷۴۷ (پیش از میلاد)؛ نبونصر پادشاه آشور شد.
- ۷۴۷؛ مورسوس پادشاه لودیه شد.
- ۷۴۵ (پیش از میلاد)؛ تیگلت‌پیلسر سوم به پادشاهی آشور رسید.
- ۷۴۳ (پیش از میلاد)؛ شوآنگ از ایالت شنگ در چین به قدرت رسید.
- ۷۴۰ (پیش از میلاد)؛ تیگلت‌پیلسر سوم پس از دو سال محاصره بر شهر آرپاد در سوریه کنونی دست یافت.
- ۷۴۰؛ فرمانروایی آحاز بر یهودا.
- ۷۳۹ (پیش از میلاد)؛ هیرام دوم پادشاه انطاکیه شد.
- ۷۳۸ (پیش از میلاد)؛ تیگلت‌پیلسر سوم به اسرائیل تاخت و مردمان آن سامان را وادار به پرداخت باج نمود.
- ۷۳۴ (پیش از میلاد)؛ پیدایش ناکسوس در سیسیل.
- ۷۳۲ (پیش از میلاد)؛ پادشاهی هوشع واپسین شاه اسرائیل.
- ۷۳۰ (پیش از میلاد)؛ فرمانروایی اوروکون چهارم بر مصر باستان.
- ۷۳۰؛ پیه فرمانروای ناپاتا شد.
- ۷۳۰؛ ماتان دوم پادشاه انتاکیه شد.
- ۷۲۸ (پیش از میلاد)؛ پیه به مصر باستان تاخت و بر سرزمین‌های دلتای نیل چیره‌شد.
- ۷۲۷ (پیش از میلاد)؛ استقلال بابل از آشور.
- ۷۲۷ (پیش از میلاد)؛ دیاکو پادشاهی ماد را تأسیس کرد.
- ۷۲۴ (پیش از میلاد)؛ آغاز محاصره چهارساله انطاکیه از سوی آشور.
- ۷۲۴؛ شناسایی یکاهای اندازه‌گیری در یونان باستان از روی گزارش المپیک.
- ۷۲۲ (پیش از میلاد)؛ آغاز دوره بهار و پاییز در تاریخ چین.
- ۷۲۲؛ سارگون دوم پادشاه آشور بر اسرائیل چیره‌شد.
- ۷۲۰ (پیش از میلاد)؛ پایان محاصره انطاکیه از سوی آشوریان.
- دهه ۷۱۰ (پیش از میلاد)؛ انطاکیه و صیدون بر آشور شوریدند.
- ۷۱۹ (پیش از میلاد)؛ هوآن از دودمان ژو پادشاه چین شد.
- ۷۱۸ (پیش از میلاد)؛ گوگس فرمانروای لودیه شد.
- ۷۱۷ (پیش از میلاد)؛ برپایی پایتخت تازه آشور از سوی سارگون دوم.
- ۷۱۷؛ پیروزی سارگون دوم در جنگ با هیتی‌ها.
- ۷۱۶ (پیش از میلاد)؛ پایان فرمانروایی رومولوس (برپایه اسطوره‌های رومی).
- ۷۱۵ (پیش از میلاد)؛ آغاز فرمانروایی نوما پومپیلوس بر روم.
- ۷۱۳ (پیش از میلاد)؛ اصلاح گاهشمار رومی از سوی نوما پومپیلوس.
- ۷۱۲ (پیش از میلاد)؛ برپاییپونتیفکس ماکسیموس از سوی نوما پومپیلوس.
- ۷۰۶ (پیش از میلاد)؛ کوچندگان اسپارتی تارانتو را در جنوب ایتالیا پدیدآوردند.
- ۷۰۵ (پیش از میلاد)؛ سن‌ناچه‌ریب فرمانروای آشور شد.
- ۷۰۴ (پیش از میلاد)؛ سن‌ناچه‌ریب پایتخت آشور را به نینوا برد.
- ۷۰۱ (پیش از میلاد)؛ حزقیا پادشاه یهودا به پشتیبانی مصر باستان بر آشور شورید.
- ۷۰۰ (پیش از میلاد)؛ آغاز جاگیری سکاها در سرزمین کیمری‌ها.
- ۷۰۰؛ پایان فرهنگ ویلانووایی در شمال ایتالیا و برآمدن تمدن اتروسکان.
- ۷۰۰؛ نگارش اوپانیشاد کتاب مقدس هندوان.
- نیمه سده؛ ساخت آرگوس.
- آبادی‌های یونانی در کرانه دریای مدیترانه و دریای سیاه.
- رخنه تراک‌وکیمری‌ها در مرکز اروپا.

## چهره‌های برجسته
- آرگیشتی یکم شاه اورارتو
- امازیه پادشاه یهودا
- مردوک‌آپلااوسور و اریبامردوک پادشاهان بابل
- ریوالو پادشاه افسانه‌ای بریتون‌ها
- شوشوق پنجم فرعون مصر باستان
- اوروکون سوم فرعون مصر باستان
- تاکه‌لوت سوم فرعون مصر.
- رودامون فرعون مصر.
- ایوپوت فرعون مصر.
- نیوماته‌پد پادشاه لیبی.
- تیتارو پادشاه لیبی.
- کر پادشاه لیبی.
- میداس پادشاه فریگیه.
- حزقیا پادشاه یهودا.
- سن‌ناچه‌ریب پادشاه آشور.
- هومر.
- رموس و رومولوس.
- باکنرانف فرعون مصر.
- آحاز پادشاه یهودا.
- شلمانصر پنجم پادشاه آشور.
- سارگون دوم پادشاه آشور.
- شاباکا فرعون مصر.
- شوپینگ‌وانگ پادشاه چین.
- اوروکون چهارم فرعون مصر.
- زالموکسیس پادشاه نیمه‌افسانه‌ای داکیه

## یافته‌ها و نوآوری‌ها
- الفبای دموتیک در مصر باستان.

## منبع
- نویسندگان ویکی‌پدیای انگلیسی، ۸th century BC. (نسخه ۵ مه ۲۰۰۷)

| هزاره | سده   | سده   | سده   | سده   | سده   | سده   | سده   | سده   | سده   | سده   |
| ----- | ----- | ----- | ----- | ----- | ----- | ----- | ----- | ----- | ----- | ----- |
| ۹ پ‌م: | ۹۰ پ‌م | ۸۹ پ‌م | ۸۸ پ‌م | ۸۷ پ‌م | ۸۶ پ‌م | ۸۵ پ‌م | ۸۴ پ‌م | ۸۳ پ‌م | ۸۲ پ‌م | ۸۱ پ‌م |
| ۸ پ‌م: | ۸۰ پ‌م | ۷۹ پ‌م | ۷۸ پ‌م | ۷۷ پ‌م | ۷۶ پ‌م | ۷۵ پ‌م | ۷۴ پ‌م | ۷۳ پ‌م | ۷۲ پ‌م | ۷۱ پ‌م |
| ۷ پ‌م: | ۷۰ پ‌م | ۶۹ پ‌م | ۶۸ پ‌م | ۶۷ پ‌م | ۶۶ پ‌م | ۶۵ پ‌م | ۶۴ پ‌م | ۶۳ پ‌م | ۶۲ پ‌م | ۶۱ پ‌م |
| ۶ پ‌م: | ۶۰ پ‌م | ۵۹ پ‌م | ۵۸ پ‌م | ۵۷ پ‌م | ۵۶ پ‌م | ۵۵ پ‌م | ۵۴ پ‌م | ۵۳ پ‌م | ۵۲ پ‌م | ۵۱ پ‌م |
| ۵ پ‌م: | ۵۰ پ‌م | ۴۹ پ‌م | ۴۸ پ‌م | ۴۷ پ‌م | ۴۶ پ‌م | ۴۵ پ‌م | ۴۴ پ‌م | ۴۳ پ‌م | ۴۲ پ‌م | ۴۱ پ‌م |
| ۴ پ‌م: | ۴۰ پ‌م | ۳۹ پ‌م | ۳۸ پ‌م | ۳۷ پ‌م | ۳۶ پ‌م | ۳۵ پ‌م | ۳۴ پ‌م | ۳۳ پ‌م | ۳۲ پ‌م | ۳۱ پ‌م |
| ۳ پ‌م: | ۳۰ پ‌م | ۲۹ پ‌م | ۲۸ پ‌م | ۲۷ پ‌م | ۲۶ پ‌م | ۲۵ پ‌م | ۲۴ پ‌م | ۲۳ پ‌م | ۲۲ پ‌م | ۲۱ پ‌م |
| ۲ پ‌م: | ۲۰ پ‌م | ۱۹ پ‌م | ۱۸ پ‌م | ۱۷ پ‌م | ۱۶ پ‌م | ۱۵ پ‌م | ۱۴ پ‌م | ۱۳ پ‌م | ۱۲ پ‌م | ۱۱ پ‌م |
| ۱ پ‌م: | ۱۰ پ‌م | ۹ پ‌م  | ۸ پ‌م  | ۷ پ‌م  | ۶ پ‌م  | ۵ پ‌م  | ۴ پ‌م  | ۳ پ‌م  | ۲ پ‌م  | ۱ پ‌م  |
| ۱:    | ۱     | ۲     | ۳     | ۴     | ۵     | ۶     | ۷     | ۸     | ۹     | ۱۰    |
| ۲:    | ۱۱    | ۱۲    | ۱۳    | ۱۴    | ۱۵    | ۱۶    | ۱۷    | ۱۸    | ۱۹    | ۲۰    |
| ۳:    | ۲۱    | ۲۲    | ۲۳    | ۲۴    | ۲۵    | ۲۶    | ۲۷    | ۲۸    | ۲۹    | ۳۰    |
| ۴:    | ۳۱    | ۳۲    | ۳۳    | ۳۴    | ۳۵    | ۳۶    | ۳۷    | ۳۸    | ۳۹    | ۴۰    |